# 1863년
1863년은 목요일로 시작하는 평년이다.

## 연호
- 태평천국(太平天國) 13년
- 청(淸) 동치(同治) 2년
- 일본(日本) 분큐(文久) 3년
- 응우옌 왕조(阮朝) 뜨득(嗣德) 16년

## 기년
- 태평천국(太平天國) 천왕 홍수전(天王 洪秀全) 13년
- 류큐(琉球) 쇼타이왕(尚泰王) 16년
- 청(淸) 목종 동치제(穆宗 同治帝) 2년
- 조선(朝鮮) 철종(哲宗) 14년
- 응우옌 왕조(阮朝) 사덕제(嗣德帝) 16년

## 사건
- 1월 1일 - 미국 대통령 에이브러햄 링컨이 노예해방 선언.
- 1월 10일 - 세계 최초의 지하철인 런던 지하철이 개통되었다.
- 4월 30일 - 미국 남북 전쟁의 챈슬러즈빌 전투 개시.(~ 5월 4일)
- 6월 9일 - 미국 남북전쟁 중 게티즈버그 전역: 브랜디역 전투
- 6월 13일 - 미국 남북전쟁 중 게티즈버그 전역: .2차 윈체스터 전투 ( ~ 6월 15일)
- 6월 17일 - 미국 남북전쟁 중 게티즈버그 전역: 앨디 전투
- 6월 17일 - 미국 남북전쟁 중 게티즈버그 전역: 미들버그 전투 ( ~ 6월 19일)
- 6월 21일 - 미국 남북전쟁 중 게티즈버그 전역: 어퍼빌 전투
- 6월 30일 - 미국 남북전쟁 중 게티즈버그 전역: 하노버 전투
- 7월 1일 - 미국 남북 전쟁의 분수령이 되는 게티스버그 전투가 시작되다(~ 7월 3일)
- 7월 1일 - 미국 남북전쟁 중 게티즈버그 전역: 칼라일 전투
- 7월 2일 - 미국 남북전쟁 중 게티즈버그 전역: 헌터스타운 전투
- 7월 3일 - 미국 남북전쟁 중 게티즈버그 전역: 페어필드 전투
- 7월 6일 - 미국 남북전쟁 중 게티즈버그 전역: 윌리엄스포트 전투 ( ~ 7월 16일)
- 7월 8일 - 미국 남북전쟁 중 게티즈버그 전역: 본스보로 전투
- 7월 13일 - 뉴욕 징병거부 폭동 발생.(~ 7월 16일)
- 7월 23일 - 미국 남북전쟁 중 게티즈버그 전역: 매너서스 갭 전투
- 8월 8일 - 로버트 E. 리, 게티즈버그 전투 패배에 책임을 지고 제퍼슨 데이비스 남부 동맹 대통령에게 사직서를 제출하다. 그러나 이 사직서는 거부되었다.
- 10월 15일 - 미국 남북전쟁: 최초의 잠수함 CSS 헌리가 시험 도중 침몰했고, 이 사건으로 개발자인 호레이스 H. 헌리가 죽었다.
- 11월 19일 - 남북 전쟁: 에이브러햄 링컨 미국 대통령이 게티즈버그 연설을 하다.

## 탄생
- 1월 1일 - 프랑스의 근대 올림픽 창시자 피에르 드 쿠베르탱. (~1937년)
- 4월 3일 - 벨기에의 건축가 앙리 반 데 벨데. (~1957년)
- 5월 14일 - 캐나다의 수학자 존 찰스 필즈. (~1932년)
- 6월 16일 - 멕시코의 정치인, 외교관 프란시스코 레온 데 라 바라. (~1939년)
- 7월 30일 - 미국의 발명가 겸 기업인 회사의 창설자 헨리 포드. (~1947년)
- 11월 7일 - 이탈리아의 오페라 작곡가 피에트로 마스카니. (~1945년)
- 11월 11일 - 프랑스의 화가 폴 시냐크. (~1935년)
- 11월 29일 - 프랑스의 사형집행인 아나톨 데이브레르. (~1939년)
- 12월 2일 - 대한민국의 독립운동가 나철. (~1916년)
- 12월 7일 - 이탈리아의 오페라 작곡가 피에트로 마스카니. (~1945년)
- 12월 12일 - 네덜란드의 화가 에드바르 뭉크 (~1944년)
- 12월 16일 - 미국의 철학자, 시인, 평론가 조지 산타야나. (~1952년)
- 12월 27일 - 대한민국의 독립운동가, 교육자 남궁억. (~1939년)

### 미상
- 조선의 문신이다. 김성수의 생부 김경중. (~1945년)

## 사망
- 3월 25일 - 조선시대의 시인 김병연. (1807년~)
- 5월 10일 - 남북전쟁 당시 남군에서 활약한 미국의 군인 스톤월 잭슨. (1824년~)
- 9월 20일 - 독일의 언어학자, 작가 야코프 그림. (1785년~)

## 달력
| 1월 |    |    |    |    |    |    |
| 일  | 월 | 화 | 수 | 목 | 금 | 토 |
|     |    |    |    | 1  | 2  | 3  |
| 4   | 5  | 6  | 7  | 8  | 9  | 10 |
| 11  | 12 | 13 | 14 | 15 | 16 | 17 |
| 18  | 19 | 20 | 21 | 22 | 23 | 24 |
| 25  | 26 | 27 | 28 | 29 | 30 | 31 |

| 2월 |    |    |    |    |    |    |
| 일  | 월 | 화 | 수 | 목 | 금 | 토 |
| 1   | 2  | 3  | 4  | 5  | 6  | 7  |
| 8   | 9  | 10 | 11 | 12 | 13 | 14 |
| 15  | 16 | 17 | 18 | 19 | 20 | 21 |
| 22  | 23 | 24 | 25 | 26 | 27 | 28 |

| 3월 |    |    |    |    |    |    |
| 일  | 월 | 화 | 수 | 목 | 금 | 토 |
| 1   | 2  | 3  | 4  | 5  | 6  | 7  |
| 8   | 9  | 10 | 11 | 12 | 13 | 14 |
| 15  | 16 | 17 | 18 | 19 | 20 | 21 |
| 22  | 23 | 24 | 25 | 26 | 27 | 28 |
| 29  | 30 | 31 |    |    |    |    |

| 4월 |    |    |    |    |    |    |
| 일  | 월 | 화 | 수 | 목 | 금 | 토 |
|     |    |    | 1  | 2  | 3  | 4  |
| 5   | 6  | 7  | 8  | 9  | 10 | 11 |
| 12  | 13 | 14 | 15 | 16 | 17 | 18 |
| 19  | 20 | 21 | 22 | 23 | 24 | 25 |
| 26  | 27 | 28 | 29 | 30 |    |    |

| 5월 |    |    |    |    |    |    |
| 일  | 월 | 화 | 수 | 목 | 금 | 토 |
|     |    |    |    |    | 1  | 2  |
| 3   | 4  | 5  | 6  | 7  | 8  | 9  |
| 10  | 11 | 12 | 13 | 14 | 15 | 16 |
| 17  | 18 | 19 | 20 | 21 | 22 | 23 |
| 24  | 25 | 26 | 27 | 28 | 29 | 30 |
| 31  |    |    |    |    |    |    |

| 6월 |    |    |    |    |    |    |
| 일  | 월 | 화 | 수 | 목 | 금 | 토 |
|     | 1  | 2  | 3  | 4  | 5  | 6  |
| 7   | 8  | 9  | 10 | 11 | 12 | 13 |
| 14  | 15 | 16 | 17 | 18 | 19 | 20 |
| 21  | 22 | 23 | 24 | 25 | 26 | 27 |
| 28  | 29 | 30 |    |    |    |    |

| 7월 |    |    |    |    |    |    |
| 일  | 월 | 화 | 수 | 목 | 금 | 토 |
|     |    |    | 1  | 2  | 3  | 4  |
| 5   | 6  | 7  | 8  | 9  | 10 | 11 |
| 12  | 13 | 14 | 15 | 16 | 17 | 18 |
| 19  | 20 | 21 | 22 | 23 | 24 | 25 |
| 26  | 27 | 28 | 29 | 30 | 31 |    |

| 8월 |    |    |    |    |    |    |
| 일  | 월 | 화 | 수 | 목 | 금 | 토 |
|     |    |    |    |    |    | 1  |
| 2   | 3  | 4  | 5  | 6  | 7  | 8  |
| 9   | 10 | 11 | 12 | 13 | 14 | 15 |
| 16  | 17 | 18 | 19 | 20 | 21 | 22 |
| 23  | 24 | 25 | 26 | 27 | 28 | 29 |
| 30  | 31 |    |    |    |    |    |

| 9월 |    |    |    |    |    |    |
| 일  | 월 | 화 | 수 | 목 | 금 | 토 |
|     |    | 1  | 2  | 3  | 4  | 5  |
| 6   | 7  | 8  | 9  | 10 | 11 | 12 |
| 13  | 14 | 15 | 16 | 17 | 18 | 19 |
| 20  | 21 | 22 | 23 | 24 | 25 | 26 |
| 27  | 28 | 29 | 30 |    |    |    |

| 10월 |    |    |    |    |    |    |
| 일   | 월 | 화 | 수 | 목 | 금 | 토 |
|      |    |    |    | 1  | 2  | 3  |
| 4    | 5  | 6  | 7  | 8  | 9  | 10 |
| 11   | 12 | 13 | 14 | 15 | 16 | 17 |
| 18   | 19 | 20 | 21 | 22 | 23 | 24 |
| 25   | 26 | 27 | 28 | 29 | 30 | 31 |

| 11월 |    |    |    |    |    |    |
| 일   | 월 | 화 | 수 | 목 | 금 | 토 |
| 1    | 2  | 3  | 4  | 5  | 6  | 7  |
| 8    | 9  | 10 | 11 | 12 | 13 | 14 |
| 15   | 16 | 17 | 18 | 19 | 20 | 21 |
| 22   | 23 | 24 | 25 | 26 | 27 | 28 |
| 29   | 30 |    |    |    |    |    |

| 12월 |    |    |    |    |    |    |
| 일   | 월 | 화 | 수 | 목 | 금 | 토 |
|      |    | 1  | 2  | 3  | 4  | 5  |
| 6    | 7  | 8  | 9  | 10 | 11 | 12 |
| 13   | 14 | 15 | 16 | 17 | 18 | 19 |
| 20   | 21 | 22 | 23 | 24 | 25 | 26 |
| 27   | 28 | 29 | 30 | 31 |    |    |

### 음양력 대조 일람
| 음력월 | 월건 | 대소 | 음력 1일의 양력 월일 | 음력 1일 간지 |
| ------ | ---- | ---- | -------------------- | ------------- |
| 1월    | 갑인 | 소   | 2월 18일             | 무신          |
| 2월    | 을묘 | 대   | 3월 19일             | 정축          |
| 3월    | 병진 | 대   | 4월 18일             | 정미          |
| 4월    | 정사 | 소   | 5월 18일             | 정축          |
| 5월    | 무오 | 대   | 6월 16일             | 병오          |
| 6월    | 기미 | 소   | 7월 16일             | 병자          |
| 7월    | 경신 | 대   | 8월 14일             | 을사          |
| 8월    | 신유 | 대   | 9월 13일             | 을해          |
| 9월    | 임술 | 소   | 10월 13일            | 을사          |
| 10월   | 계해 | 대   | 11월 11일            | 갑술          |
| 11월   | 갑자 | 소   | 12월 11일            | 갑진          |
| 12월   | 을축 | 대   | 1864년 1월 9일       | 계유          |